# Epirrhoe affusa-radiata
Epirrhoe affusa-radiata là một loài bướm đêm trong họ Geometridae.